# Yes (diskmedel)

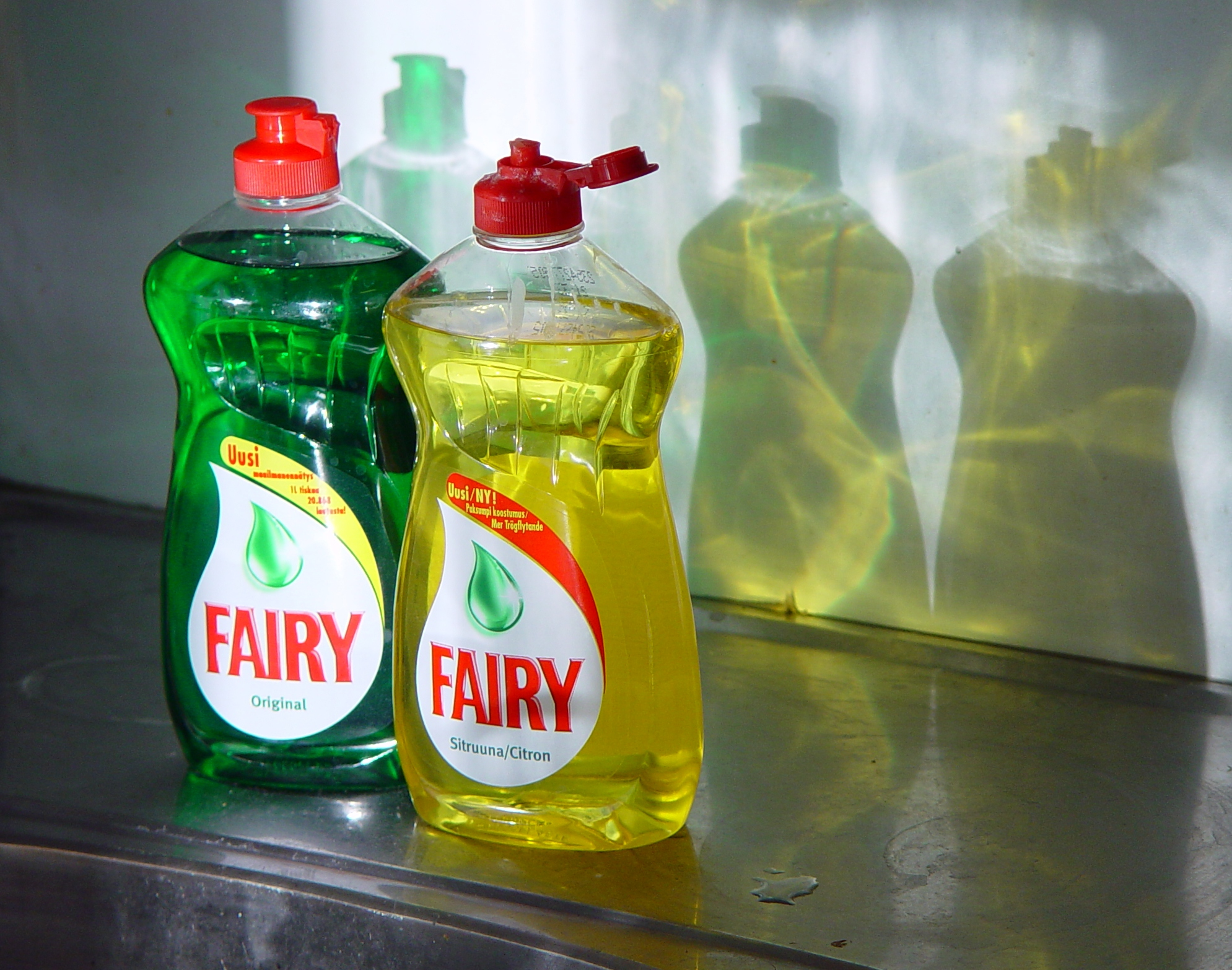
Fairy är samma diskmedel som Yes.

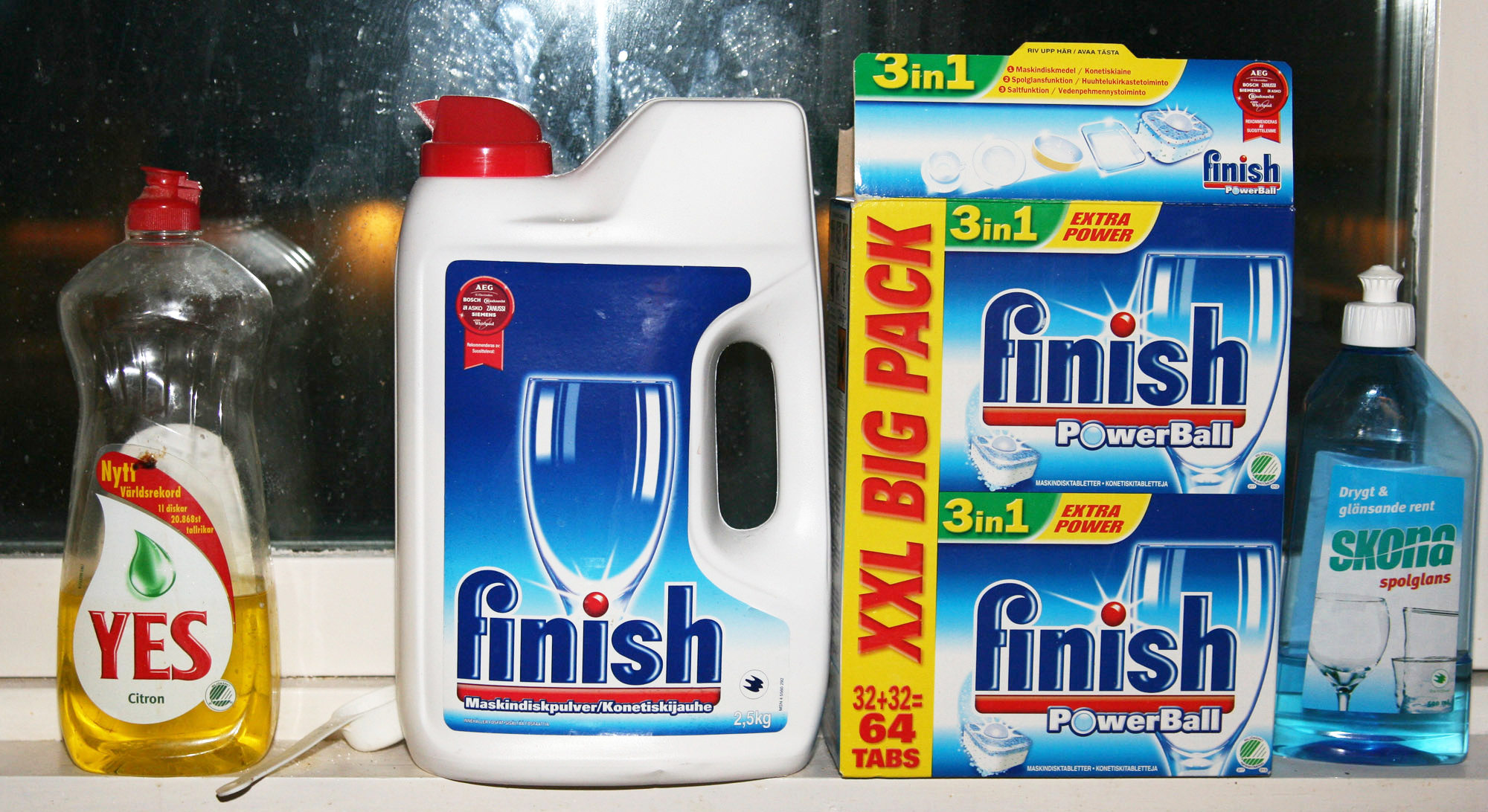
Olika diskmedel 2007 med Yes handdiskmedel med citrondoft till vänster.

Yes, av tillverkaren skrivet YES, är det svenska varumärket för det brittiska diskmedlet Fairy som tillverkas och marknadsförs av amerikanska Procter & Gamble. Även i Norge går varumärket under namnet Yes, men i många andra länder är det istället Fairy.
Fairy introducerades 1898 för en fast tvål. Vanliga tvålar användes även för handdisk fram till 1940-talet. År 1950 lanserades flytande Fairy. Den första flaskan var avlång och vit med röd kork. Den genomskinliga plastflaskan med diskmedel introducerades år 2000.
Yes introducerades på den svenska marknaden 1962. Procter & Gamble ville i mitten av 1950-talet lansera diskmedlet som Fairy även i Sverige, men undersökningar visade att svenskarna hade svårigheter att uttala det, så det blev en senarelagd lansering under namnet Yes.
Yes har i flera år under 2000-talet utsetts till ett av Sveriges starkaste varumärken. Två anledningar kan vara hård marknadsföring och att diskmedlet uppfattats som skonsamt för miljön av kunderna. Yes diskmedel var tidigare miljömärkt med Svanen men tvingades avlägsna miljömärkningen efter 2015 till följd av att EU sänkte gränsvärdet för vissa tensider i produkten, samt införa varningstexten "Skadliga långtidseffekter för vattenlevande organismer" på flaskorna. Sedan dess har dock Yes återigen blivit Svanenmärkt.
Produkter finns för diskning både för hand och i diskmaskin. Handdiskmedlet finns i olika varianter, färger och dofter. Några exempel som finns eller funnits är grön (original), gul (med citrondoft), orange (med doft av äpple) och blå (bakteriehämmande).